# Galina Dodon
Galina Dodon (n. 12 februarie 1977, Molovata, raionul Dubăsari, RSS Moldovenească, URSS) este soția fostului președinte al Republicii Moldova, Igor Dodon, prima doamnă a Republicii Moldova în perioada 2016-2020.

## Date biografice

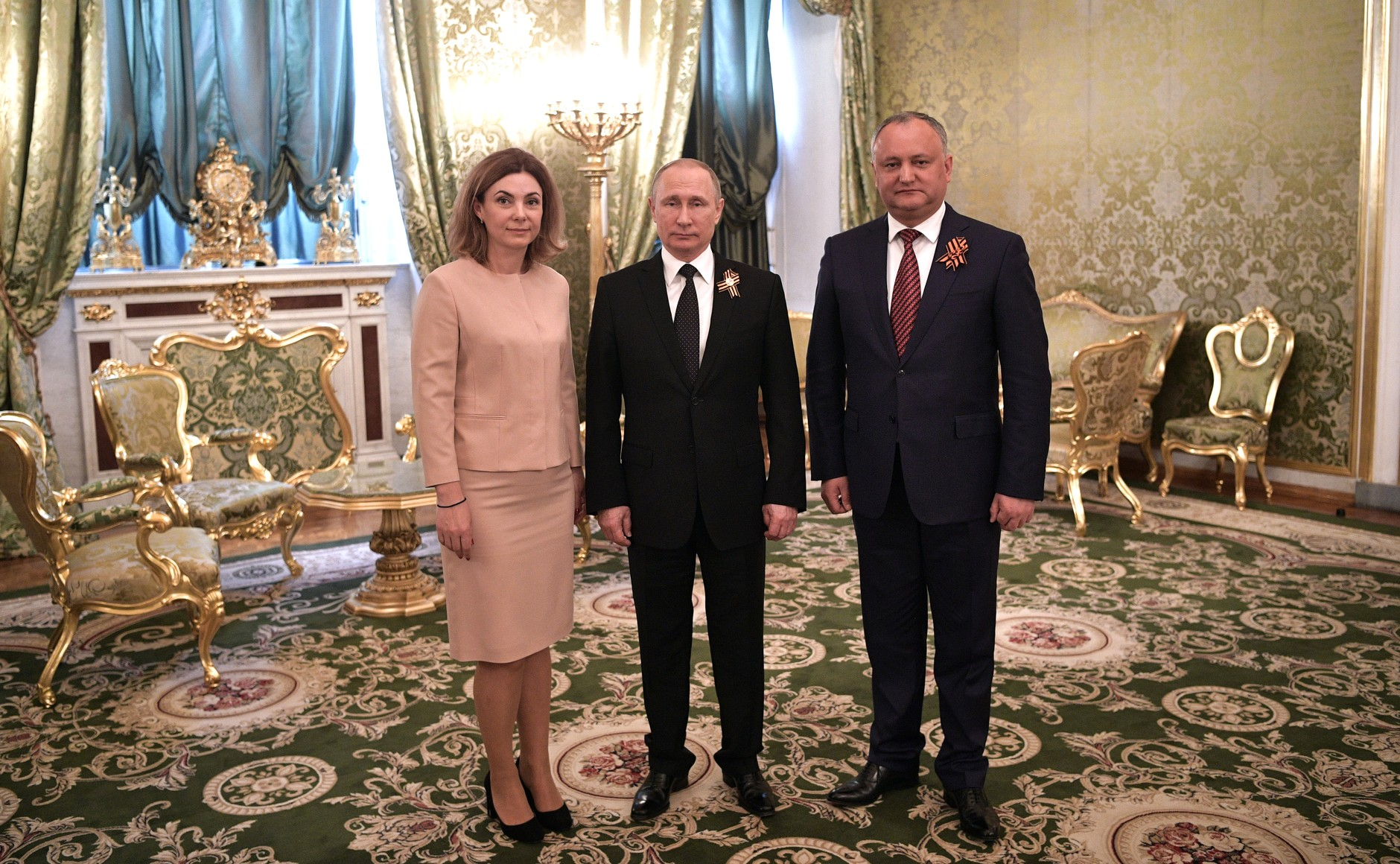
Galina și Igor Dodon, alături de Vladimir Putin, la Kremlin

Galina Dodon s-a născut în Molovata, în Republica Sovietică Socialistă Moldovenească.  În 1999 s-a căsătorit cu Igor Dodon, pe care îl cunoscuse în anii studenției. Împreună, au trei copii: Bogdan, Vlad și Nicolae. 

### Educație
A absolvit facultatea de economie din cadrul Universității Agricole de Stat din Moldova, apoi a studiat drept economic la Institutul Național de Management. Este fluentă în limba rusă și în limba engleză.

### Activitate profesională
Cariera profesională a debutat în domeniul contabilității, la S.A. „Beton armat”, apoi a lucrat ca economist-expert la S.R.L. „Capitoliul”. În perioada 2002-2005, a fost anagajată în sistemul bancar, în calitate de contabil superior la secția operațiuni bancare a Filialei „Invest” BC „Moldindconbank” S.A. Ulterior, până în 2012, a fost adjunct contabil-șef la Camera de Comerț și Industrie a Republicii Moldova.
Galina Dodon, lucrează din 2012 ca director financiar pentru Exclusive Media (deținută de deputatul socialist Corneliu Furculiță), unde realizează o versiune locală a ziarului Argumentî i faktî.